# Standardna sežigna entalpija
Standardna sežigna entalpija (ΔH°sež) (gl. tudi Kurilna vrednost) je enaka spremembi entalpije pri popolnem sežigu 1 mola snovi pri standardnih pogojih. Reakcije oksidacije (sežiga) so po definiciji eksotermne, zato ima sežigna entalpija vedno negativno vrednost, izražamo jo v džulih na mol.

## Zgled
Sežigna entalpija ΔH°sež metana (CH4) je −840 kJ/mol, kar pomeni, da se pri sežigu enega mola metana sprosti 840 kJ energije.
CH4(g) + 2O2(g) → CO2(g) + H2O(l)
ΔH°sež = −840 kJ/mol